# Rose Royce
Rose Royce est un groupe américain de soul, disco et de R'n'B, connu notamment pour les chansons Car Wash et Still in Love.
Le groupe était composé de : Kenji Brown (guitare), Lequeint « Duke » Jobe (basse), Kenny Copeland, Freddie Dunn (trompette), Victor Nix (claviers), Michael Moore (saxophone), Henry Garner,
et Terrai Santiel (percussions).
Leur titre Is It Love You're After est célèbre pour avoir été samplé par le groupe britannique S'Express pour leur morceau Theme from S'Express.